# Peter V. Brett
Peter V. Brett (ur. 8 lutego 1973) – amerykański pisarz fantasy. Autor cyklu demonicznego, który rozpoczął wydanym w 2008 roku tomem Malowany człowiek.
Od dzieciństwa był fanem fantastyki, komiksów i gier fabularnych. W 1995 roku ukończył literaturę angielską i historię sztuki na Uniwersytecie Buffalo. Następnie spędził ponad dziesięć lat pracując w przemyśle farmaceutycznym. Mieszka w Brooklynie z żoną i dwiema córkami.

## Twórczość

### Cykl demoniczny
- Główne powieści[2]:
  - Malowany człowiek, księga I (The Painted Man, wyd. amerykańskie The Warded Man) – 2008[3]
  - Malowany człowiek, księga II (The Painted Man, wyd. amerykańskie The Warded Man) – 2009[4]
  - Pustynna Włócznia, księga I (The Desert Spear) – 2010[5]
  - Pustynna Włócznia, księga II (The Desert Spear) – 2010[6]
  - Wojna w blasku dnia(inne języki), księga I (The Daylight War) – 2013[7]
  - Wojna w blasku dnia, księga II (The Daylight War) – 2013[8]
  - Tron z Czaszek, księga I (The Skull Throne) – 2015[9]
  - Tron z Czaszek, księga II (The Skull Throne) – 2015[10]
  - Otchłań, księga I (The Core) – 2018[11]
  - Otchłań, księga II (The Core) – 2018[12]

- Zbiory opowiadań
  - Wielki bazar. Złoto Brayana (The Great Bazaar and Other Stories) – wyd. pol. 2011[13], zawiera:
    - Wielki Bazar (The Great Bazaar)
    - Arlen (Arlen)
    - Pobita Brianne (Brianne Beaten)
    - Złoto Brayana (Brayan's Gold)

- - Dziedzictwo Posłańca (Messenger's Legacy) – wyd. pol. 2018[14], zawiera:
    - Dziedzictwo Posłańca (Messenger's Legacy)
    - Święto w Potoku Tibbeta (Holiday in Tibbet’s Brook)
    - Selia zwana Wyschniętą (Barren)

### Cykl zmroku
- Główne powieści[2]:
  - Pustynny Książę, księga I (The Desert Prince) - 2021
  - Pustynny Książę, księga II (The Desert Prince) - 2022
  - Ukryta Królowa, księga I (The Hidden Queen) - 2024
  - Ukryta Królowa, księga II (The Hidden Queen) - 2024